# Утичье (Псковская область)
Утичье — деревня в Плюсском районе Псковской области. Входит в сельское поселение Плюсская волость.

## География
Деревня расположена на берегу реки Плюсса, в 20 км к северо-западу от районного центра, посёлка Плюсса, и в 9 км к западу от деревни Нежадово.

## Население
Численность населения деревни по оценке на конец 2000 года составляла 19 человек, по переписи 2002 года — 16 человек.

### Известные жители
- Егоров, Алексей Григорьевич (1919—2000) — артиллерист Великой Отечественной войны, Герой Советского Союза (1945).

## История
До 1 января 2006 года деревня входила в состав ныне упразднённой Нежадовской волости.